# Ein Champion zum Verlieben
Ein Champion zum Verlieben ist ein 1946/47 von Walt Disney produzierter US-amerikanischer Kinofilm, wie schon bei Disneys unmittelbar zuvor entstandener Kindergeschichte Onkel Remus’ Wunderland eine Kombination aus realen Spielszenen und Trickfilmsequenzen. Der nostalgisch anmutenden Erzählung liegt der 1943 erschienene Roman Midnight and Jeremiah von Sterling North zugrunde.

## Handlung
Im Mittleren Westen der Vereinigten Staaten. Hier, im ländlichen Kansas des Jahres 1903, im kleinen Ort Fulters Corners, wächst der kleine Waisenjunge Jeremiah Kincaid bei seiner goldigen Großmutter auf einem Bauernhof auf. Eines Tages kommt am Bahnhof das Pferd Dan Patch an, ein wahrer Champion im Trabrennsport. Mit großen Kinderaugen begrüßen Jeremiah und seine beste Freundin Tildy das stolze, prachtvolle Tier. Sogleich beschlägt der ortsansässige Schmied, "Onkel" Hiram Douglas, das Pferd mit neuen Hufeisen. Inspiriert von dieser Erfahrung, erzählt Jeremiah Hiram und seiner Oma sogleich, dass er ein eigenes Hengstfohlen haben möchte, um aus ihm eines Tages ebenfalls ein Rennpferd zu machen. Die Oma ist jedoch derzeit allenfalls bereit, ihrem Enkelsohn ein neugeborenes, pechschwarzes Lämmchen zu überreichen, um das er sich ja auch kümmern könnte, zumal dessen Mutter es nicht angenommen hätte. Jeremiah tauft das Lamm auf den Namen Danny und hofft, dass es eines Tages gleichfalls Championqualitäten besitzen werde. Stolz heftet er erstmal ein Foto von dem schwarzen Lämmchen in sein Sammelalbum.
Im Laufe der Zeit wächst Danny zu einem prächtigen aber auch recht wilden Lamm heran, das ständig in Schwierigkeiten gerät und Dinge kaputt macht. Eines Tages wird es der Oma zu viel und sie ordnet an, dass Danny fortan in der Scheune gehalten werden müsse, anstatt im Farmhaus. Da Danny nunmehr ständig blökt, nimmt Jeremiah ihn an die Leine, wenn beide etwas gemeinsam unternehmen. Als sie so Pete Grundys kleinen Laden betreten, macht Danny mal wieder Rabatz und durchbricht sogar die Fliegengittertür. Onkel Hiram erzählt Jeremiah von einem Schaf-Wettbewerb im anstehenden Jahrmarkt von Pike County. Tildy möchte gern mit Jeremiah und Danny dorthin gehen. Auf der Farm beschwert sich Oma bei Hiram, dass Jeremiahs Hingabe gegenüber Danny ihn ungehorsam gemacht hat und dass sie das Lamm verkaufen werde, wenn es das nächste Mal Ärger verursacht. Der Moment kommt schneller als erwartet, denn Danny durchbricht eine neue Fliegengittertür, nachdem eine schrille Zugpfeife ihn erschreckt hat. Als sie in der kommenden Nacht Jeremiah an Dannys Seite in der Scheune schlafen sieht, wird Omas Herz erweicht, und sie gibt den Plan auf, das Lamm zu verkaufen.
Hiram baut eine stabile Einfriedung für Danny und hilft den Kindern dabei, Oma Kincaid davon zu überzeugen, Danny auf die Messe zu bringen. Doch die alte Dame meint, dass allein die Anreise zu viel Geld kosten würde. Jeremiah gibt jedoch nicht auf und nutzt jede Gelegenheit, sich etwas Geld dazuzuverdienen. Bei der ganzen Plackerei kommen jedoch lediglich zwei Dollar und vierzehn Cent heraus. Da eröffnet Ladenbesitzer Pete Grundy Jeremiah eine neue Verdienstmöglichkeit: Er würde gut für wilden Honig zahlen, den man draußen in den Sümpfen findet. Gesagt – getan. Auf diese Weise kommt Jeremiah in den Besitz von stolzen 22 Dollar, aber als Jeremiah und Hiram nach Hause fahren, erzählt ihnen die alte Mrs. Kincaid, dass Danny weggelaufen sei und Tildy sich auf die Suche nach dem Tier gemacht habe. Tildy kehrt zurück, jedoch ohne Danny. Sofort begibt sich Jeremiah, der sich große Sorgen macht, auf die Suche nach seinem vierbeinigen Freund. Am nächsten Tag findet Jeremia Danny und teilt Oma mit, dass er Gott versprochen hat, dass, wenn er Danny finden würde, nicht mit ihm zum Jahrmarktsrummel reisen wird. Danny hat Glück, denn seine Großmutter hat Gott genau das Gegenteil versprochen: Wenn Danny sicher heimkehren werde, würde sie Jeremiah die Reise zum Rummel gestatten.
Dann endlich ist es soweit. Auf der Preisveranstaltung angekommen, geht Jeremiah mit seinem Danny in den Ring, um im Rahmen des Wettbewerbes sein Lamm beurteilen zu lassen. Danny ist das einzige schwarze Lamm vor Ort, und Jeremiah ist der jüngste menschliche Teilnehmer unter all den angereisten Tierhaltern. Der vorsitzende Schiedsrichter ist ziemlich amüsiert, als Jeremiah widerwillig Dannys nicht gerade edlen Stammbaum enthüllt. Danny findet dies längst nicht so lustig und stößt mit seinen Hörnern den Richter so, dass dieser vornüber fällt. Man kann Jeremias Enttäuschung ansehen, als das blaue Siegerband einem anderen Lamm umgehängt wird. Geknickt will Jeremiah den Ring verlassen, als ihn der Preisrichter kurz festhält und dem Jungen anerkennend erklärt, dass Danny „eine Klasse für sich“ sei. Für sein großes Engagement vergibt der Richter Jeremiah eine Auszeichnung für Besondere Verdienste, und Oma applaudiert unter Tränen ihrem Enkel und seinem geliebten Lamm. Zurück in Fulton Corners begrüßen die Einwohner Jeremiah und Danny, und Peter Grundy spendiert allen, einschließlich Danny, jeweils eine Soda und Wassermelonen.

## Produktionsnotizen
Der Kern der Dreharbeiten zu So Dear to My Heart fand mit den Realszenen zwischen dem 15. Mai und dem 23. August 1946 statt. Nachdrehs folgten am 5. bis 7. Februar 1947, am 18. März 1947 sowie vom 27. bis zum 29. März 1947. Die Zeichentrickpassagen haben eine Länge von lediglich 12 Minuten. Die Uraufführung des Films war am 29. November 1948 in Chicago. In Deutschland lief der Film nicht im Kino an, seine synchronisierte Premiere erfuhr er am 4. August 2002 im Schweizer Fernsehen.
Perce Pearce übernahm die Produktionsleitung. Die Filmbauten entwarf John Ewing, die Ausstattung Mac Alper. Ub Iwerks gestaltete die optischen Spezialeffekte.

## Musiktitel
Folgende Musik- bzw. Gesangstitel sind zu hören:
- „So Dear to My Heart“. Musik von Ticker Freeman, Text von Irving Taylor
- "It's Whatcha Do with Whatcha Got". Musik und Text von Don Raye und Gene DePaul
- "Ol' Dan Patch" und "Stick-to-it-ivity". Musik von Eliot Daniel, Text von Larry Morey
- "Lavender Blue (Dilly Dilly)". Musik von Eliot Daniel, Text von Larry Morey (basierend auf einem traditionellen englisches Volkslied aus dem 17. Jahrhundert)
- "County Fair". Musik von Robert Wells, Text von Mel Tormé
- "The Soldier's Joy", gespielt vom The Kentucky Quintet
- "Billy Boy", ein Traditional.

Das Lied „Lavender Blue“ erhielt eine Oscar-Nominierung in der Kategorie Bestes Lied, verlor aber gegen Baby, It’s Cold Outside aus Neptuns Tochter.

## Kritiken
Bosley Crowther schrieb in der New York Times: „Eingeleitet mit idyllischen Animationen, die an altmodische "Kalenderkunst" erinnern, die bescheiden ein Gefühl der ländlichen Stimmung evozieren, geht der Film schnell in die Erzählung einer standardmäßig nostalgischen Geschichte eines kleinen Bauernjungen in Indiana um 1903 über. Es ist eine einfache und angenehme kleine Fabel … und sie fließt so reibungslos wie Honig, eingebettet in Technicolor-Sets rustikaler Bauernhöfe und ländlichen Einkaufsläden. Der kleine Junge, gespielt von Bobby Driscoll, ist ein sympathischer, kuchengesichtiger Landjunge … Beulah Bondi ist süß als seine alte Oma, die das aufwendige Chaos erträgt, das das freche Haustier anrichtet. Und Burl Ives steuert einige amüsante Stammtisch-Philosophie und volkstümliche Songs bei, insbesondere "Lavender Blue (Dilly, Dilly)"(…) Mit all seiner Unschuld und Einfachheit, die auf der modernen Leinwand lobenswert sind, zeichnet sich "So Dear to My Heart" nicht durch seine Geschichte oder seinen filmischen Stil aus. Es ist einfach eine angenehme Fiktion für die Kinder, die lebhafte Haustiere mögen, und für die Alten, die gerne die Kindheit in einem illusorischen Kerosin-Lampen-Glühen sehen.“
Im Movie & Video Guide nannte den Film „warm und nostalgisch“ und konstatierte als Fazit: „übersprudelnd mit zeitgenössischem Charme und Atmosphäre“.
Halliwell‘s Film Guide sah in dem Film pure Nostalgie und urteilte: „Gut genug umgesetzt, aber nur ansprechend für gut aufgezogene Kinder.“

„Disney-Familienunterhaltung mit den typischen Sentimentalitäten, die von Freundschaft und Verantwortung erzählt. Produktionstechnisch auf einem hohen Niveau und mit überzeugenden Trickaufnahmen, weiß der Film für sich einzunehmen, auch wenn sein Alter nicht zu leugnen ist.“